# Elytranthe
Elytranthe es un género de arbustos  perteneciente a la familia Loranthaceae. Es originaria de  Asia tropical.Comprende 64 especies descritas y de estas, solo 8 aceptadas.

## Descripción
Son arbustos parasitarios, glabros. las hojas son opuestas, coriáceas. Las inflorescencias son axilares, en forma de espigas con pocas flores.

## Taxonomía
El género fue descrito por Carl Ludwig Blume y publicado en Systema Vegetabilium 7: 1611, 1730 en el año 1830. (Oct.-Dec. 1830)

## Especies aceptadas
A continuación se brinda un listado de las especies del género Elytranthe aceptadas hasta noviembre de 2014, ordenadas alfabéticamente. Para cada una se indica el nombre binomial seguido del autor, abreviado según las convenciones y usos.
| Elytranthe | \| \| Elytranthe albida \| \| \| \| \| \| Elytranthe colletii (King ex Collett & Hemsl.) Danser \| \| \| \| \| \| Elytranthe arnottiana \| \| \| \| \| \| Elytranthe colletii \| \| \| \| \| \| Elytranthe dranensis \| \| \| \| \| \| Elytranthe hypoglauca \| \| \| \| \| \| Elytranthe parasitica \| \| \| \| \| \| Elytranthe pseudopsilantha \| \| \| \| |
|            | \| \| Elytranthe albida \| \| \| \| \| \| Elytranthe colletii (King ex Collett & Hemsl.) Danser \| \| \| \| \| \| Elytranthe arnottiana \| \| \| \| \| \| Elytranthe colletii \| \| \| \| \| \| Elytranthe dranensis \| \| \| \| \| \| Elytranthe hypoglauca \| \| \| \| \| \| Elytranthe parasitica \| \| \| \| \| \| Elytranthe pseudopsilantha \| \| \| \| |
|            | Elytranthe albida |
|            | |
|            | Elytranthe colletii (King ex Collett & Hemsl.) Danser |
|            | |
|            | Elytranthe arnottiana |
|            | |
|            | Elytranthe colletii |
|            | |
|            | Elytranthe dranensis |
|            | |
|            | Elytranthe hypoglauca |
|            | |
|            | Elytranthe parasitica |
|            | |
|            | Elytranthe pseudopsilantha |
|            | |